# Halterofilismo nos Jogos Olímpicos de Verão de 2004 - Até 58 kg feminino
A competição da categoria até 58 kg feminino do halterofilismo nos Jogos Olímpicos de Verão de 2004 realizou-se no dia 16 de agosto em Atenas. Um total de 14 atletas participaram.

## Medalhistas
| Ouro   | CHN Chen Yanqing   |
| Prata  | PRK Ri Song Hui    |
| Bronze | THA Wandee Kameaim |

## Resultados
| Pos. | Nome                        | Arranco (kg) | Arremesso (kg) | Total (kg) |
| ---- | --------------------------- | ------------ | -------------- | ---------- |
| 1    | CHN Chen Yanqing            | 107,5        | 130,0          | 237,5      |
| 2    | PRK Ri Song Hui             | 102,5        | 130,0          | 232,5      |
| 3    | THA Wandee Kameaim          | 102,5        | 127,5          | 230,0      |
| 4    | TUR Aylin Dasdelen          | 100,0        | 125,0          | 225,0      |
| 5    | POL Aleksandra Klejnowska   | 97,5         | 127,5          | 220,0      |
| 6    | PRK Pak Hyon Suk            | 95,0         | 122,5          | 217,5      |
| 7    | ECU Alexandra Escobar       | 95,0         | 120,0          | 215,0      |
| 8    | INA Patmawati Abdul Wahid   | 95,0         | 117,5          | 212,5      |
| 9    | GBR Michaela Breeze         | 92,5         | 120,0          | 212,5      |
| 10   | NGR Franca Gbodo            | 95,0         | 117,5          | 212,5      |
| 11   | CAN Maryse Turcotte         | 90,0         | 120,0          | 210,0      |
| 12   | BUL Zlatina Atanassova      | 90,0         | 115,0          | 205,0      |
| 13   | GRE Kharikleia Kastritsi    | 90,0         | 110,0          | 200,0      |
| 14   | MGL Namkhaidorjiin Bayarmaa | 87,5         | 107,5          | 195,0      |